# Krim-Gotisch
Het Krim-Gotisch is een Germaans dialect dat tot het eind van de 18e eeuw werd gesproken door Goten in geïsoleerde gebieden van de Krim.
In de eerste helft van het eerste millennium zwierven de Goten uit over heel Europa. Vertrekkend vanuit Scandinavië nog voor de christelijke jaartelling, kwamen ze in het midden van de 3e eeuw in Zuid-Rusland aan. In de 4e eeuw moesten de Goten net als veel andere Germaanse stammen ruimte maken voor de Hunnen en begon de trek naar het westen.
Toch werden de Gotische sporen in Zuid-Rusland niet voorgoed uitgewist. Dat blijkt uit een aantal bronnen van de 9e tot de 18e eeuw. Echter slechts één bron geeft enige details over de taal zelf: een brief van de Vlaamse diplomaat Ogier Gisleen van Busbeke (1522 – 1592), die in de periode 1554 – 1592 gezant was in Constantinopel, gedateerd 1562 en voor het eerst gepubliceerd in 1589, geeft een opsomming van een tachtigtal woorden en een lied dat in die taal zou zijn.
Van Busbekes informatie is in een aantal opzichten twijfelachtig: zijn bronnen waren niet onbetwist (de een was een Griek die Krim-Gotisch als tweede taal kende, de ander een Goot die zijn moedertaal voor het Grieks had opgegeven); verder is er de mogelijkheid dat Van Busbekes beschrijving door zijn eigen Vlaams beïnvloed is: er zijn onbetwistbare fouten in de gedrukte tekst, die onze enige bron is.
Toch is veel van de woordenschat die door Van Busbeke werd opgetekend onmiskenbaar Germaans.
| Krim- Gotisch | betekenis    | Bijbels- Gotisch | Engels                             | Fries        | Limburgs             | Duits          | Nedersaksisch | Zweeds      |
| --- | ------------ | ---------------- | ---------------------------------- | ------------ | -------------------- | -------------- | ------------- | ----------- |
| Apel | "appel"      | (onbekend)       | Apple                              | Appel        | Appel                | Apfel          | Appel         | (vild-)apel |
| Handa | "hand"       | handus (v.)      | Hand                               | Hân          | Hand(j)              | Hand           | Haand         | Hand        |
| Schuuester | "zuster"     | swistar (v.)     | Sister                             | Suster       | Zus                  | Schwester      | Sester        | syster      |
| Hus | "huis"       | hūs (n.)         | House                              | Hûs          | Hoês                 | Haus           | Huus          | Hus         |
| Reghen | "regen"      | rign (n.)        | Rain                               | Rein         | Rengel / Reigen      | Regen          | Reagn         | Regn        |
| Singhen | "zingen"     | (onbekend)       | Sing                               | Sjongen      | Zinge                | Singen         | Sing          | Sjunga      |
| Geen | "gaan"       | (onbekend)       | Go                                 | Gean         | Gaon                 | Gehen          | Goan          | Gå          |
| Van Busbeke vermeldt ook een aantal woorden die hij niet herkende, maar waarvan we nu overeenkomende Germaanse woorden hebben: |              |                  |                                    |              |                      |                |               |             |
| ano | "haan"       | hana (m.)        | Rooster                            | Hoanne       | Haon                 | Hahn           | Hane          | Höna        |
| malthata | "zei, sprak" | (onbekend)       | Said / Spoke (Oud-Engels maþelode) | Sei / Sprekt | Moeld(j)e / Kald(j)e | Sagte / Sprach | Sprok, Spreuk | Mälte       |

Hoewel de oorspronkelijke kwalificatie van deze taal als Gotisch vermoedelijk meer op etnische dan linguïstische gronden berust - dat wil zeggen de sprekers waren Goten dus moest de taal ook Gotisch zijn - deelt zij een aantal duidelijke fonologische ontwikkelingen met het Gotisch uit de Bijbelvertaling van Wulfila. Het woord ada, "ei" (Zweeds ägg) heeft de typisch Gotische versterking van de Proto-Germaanse *-jj- in -ddj- (zoals in Wulfila-Gotisch iddja "ging" van het Proto-Germaanse *ejjon). "Ei" in het Proto-Germaans is *ajja.
Er zijn ook voorbeelden van kenmerken die in Krim- en Wulfila-Gotisch bewaard zijn gebleven, maar die in het West- en Noord-Germaanse talen veranderd zijn. Bijvoorbeeld, zowel Krim- als Wulfila-Gotisch behouden de Germaanse /z/ als sibilant, terwijl dit in alle andere Germaanse dialecten een /r/ is geworden.
Echter, er zijn problemen met de aanname dat Krim-Gotisch simpelweg een doorontwikkeling is van het Gotisch uit Wulfila's Bijbel. Enkele ontwikkelingen in Wulfila-Gotisch zijn niet terug te vinden in het Krim-Gotisch, bijvoorbeeld:
- Krim-Gotisch behoudt de Germaanse /e/ terwijl dit in Wulfila-Gotisch /i/ is geworden, e.g.Krim-Gotisch reghen, suuester, Wulfila-Gotisch rign, swister
- Krim-Gotisch behoudt de Germaanse /u/ voor de /r/ terwijl Wulfila-Gotisch de /au/ heeft, e.g. Krim-Gotisch vvurt, Wulfila-Gotisch waurþi.

Maar er zijn ook vergelijkbare ontwikkelingen met het West-Germaans, zoals de ontwikkeling van de /θ/ (<þ>) tot een plosief als in Krim-Gotisch tria tegenover Wulfila-Gotisch þriu. Verscheidene historische bronnen noemen de overeenkomst met het Nederduits en de verstaanbaarheid van het Krim-Gotisch voor Duitstaligen.
Er zijn hiervoor twee mogelijke oorzaken: dat Krim-Gotisch een aparte tak is van Oost-Germaans, afwijkend van Wulfila-Gotisch; of dat Krim-Gotisch afstamt van West-Germaanse migranten die in de vroege middeleeuwen naar de Krim verhuisden en waarvan de taal vervolgens door het Gotisch werd beïnvloed.
Allebei deze theorieën werden in de 19e eeuw voor het eerst geponeerd en worden tegenwoordig respectievelijk door Stearns en Grønvik betwist. Hoewel er geen consensus over dit probleem is, wordt wel algemeen geaccepteerd dat Krim-Gotisch niet van Wulfila-Gotisch afstamt.
Het lied dat Van Busbeke heeft opgetekend is minder overduidelijk Germaans en blijkt niet definitief te vertalen. Er is geen consensus of het werkelijk Krim-Gotisch is.
Rond 1780 berichtte de aartsbisschop van Mahiljow, Wit-Rusland over een bezoek aan de Krim waar hij aan de zuidkust en bij Sebastopol "Tataren" ontmoet had die een taal spraken die op het Platduits leek.